# Microcosm (museo)
Il Microcosm è stato un museo multimediale situato all'interno del CERN, il più grande laboratorio al mondo di fisica delle particelle, nel comune di Meyrin, nei pressi di Ginevra al confine tra Svizzera e Francia. Il museo era aperto al pubblico e gratuito, esponeva pannelli informativi, giochi e esperimenti sulla ricerca scientifica e una grande varietà di oggetti scientifici legati alla storia del CERN. L'esposizione permetteva di comprendere i misteri dell'universo, dall'infinitamente grande all'infinitamente piccolo, osservando e comprendendo il funzionamento degli enormi apparati sperimentali utilizzati per la ricerca. Le componenti più grandi dei rivelatori e degli acceleratori erano esposte all'esterno, nel giardino adiacente.
Il museo Microcosm è stato definitivamente chiuso il 18 settembre 2022 e sostituito dallo Science Gateway, inaugurato il 7 ottobre 2023. 

## L'esposizione
La mostra contiene:
- pannelli multimediali che spiegano gli obiettivi della ricerca scientifica della fisica delle particelle,
- un modello interattivo dell'esperimento della lamina d'oro sottile condotto da Ernest Rutherford,
- un rivelatore di raggi cosmici in tempo reale,
- un modello del tunnel del Large Hadron Collider,
- immagini e spiegazioni degli esperimenti condotti al CERN,
- attrezzatura scientifica utilizzata negli esperimenti, in particolare il rivelatore dell'esperimento UA1, che ha portato alla scoperta dei bosoni W e Z, negli esperimenti effettuati al Super Proton Synchrotron dal 1981 al 1984,
- oggetti storici utilizzati nell'informatica al CERN: un mainframe gigante, i primi dispositivi di memoria utilizzati per immagazzinare dati scientifici, il computer utilizzato da Tim Berners-Lee per realizzare il primo server web.

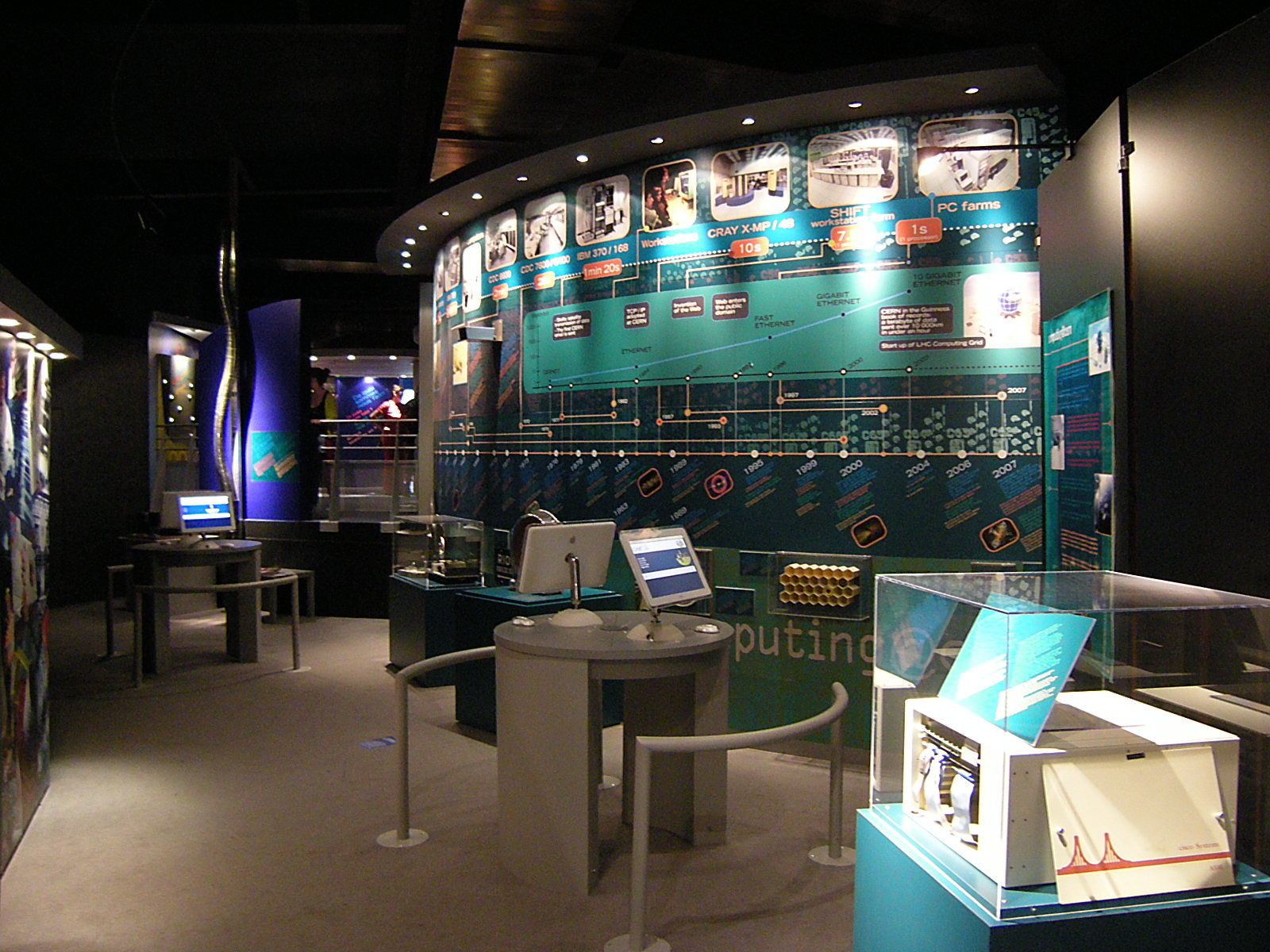
Pannelli multimediali esplicativi
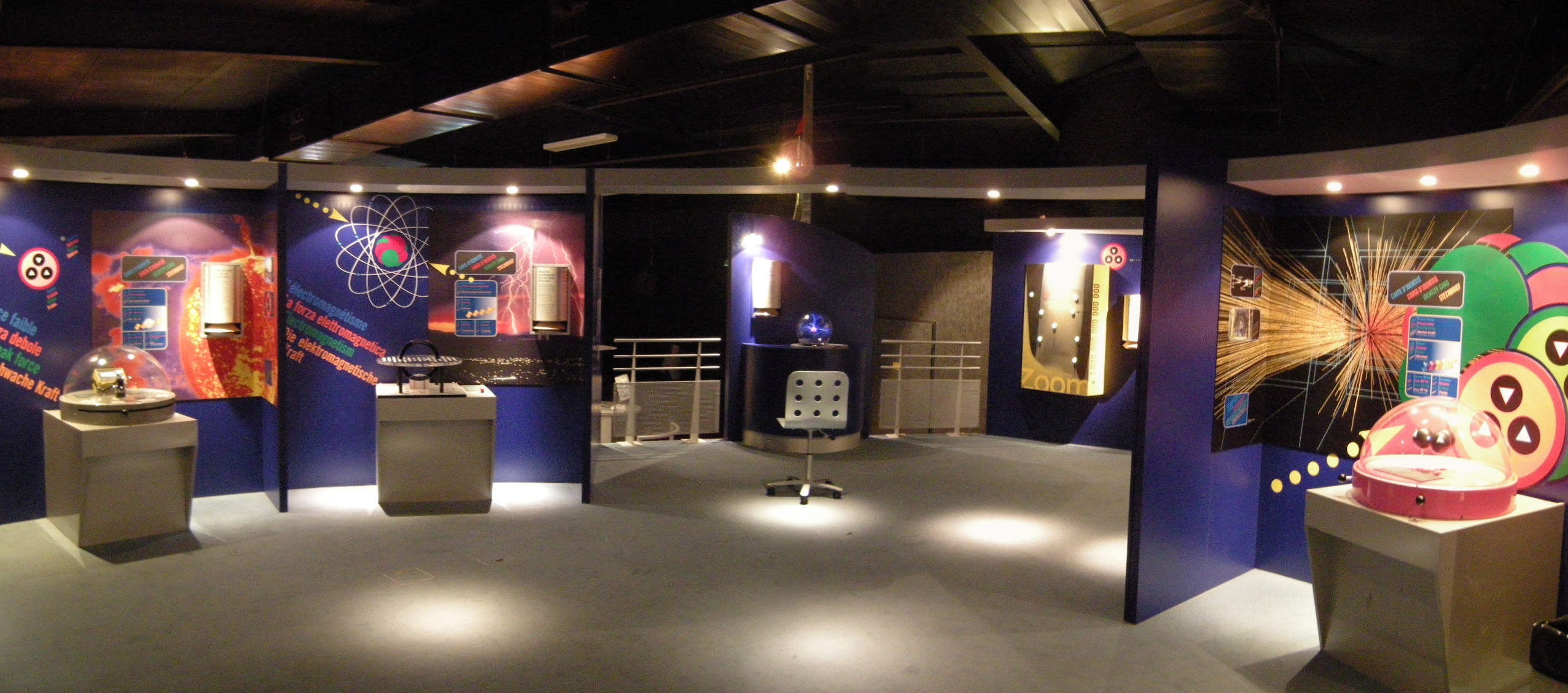
Giochi e esperimenti interattivi sulla fisica delle particelle
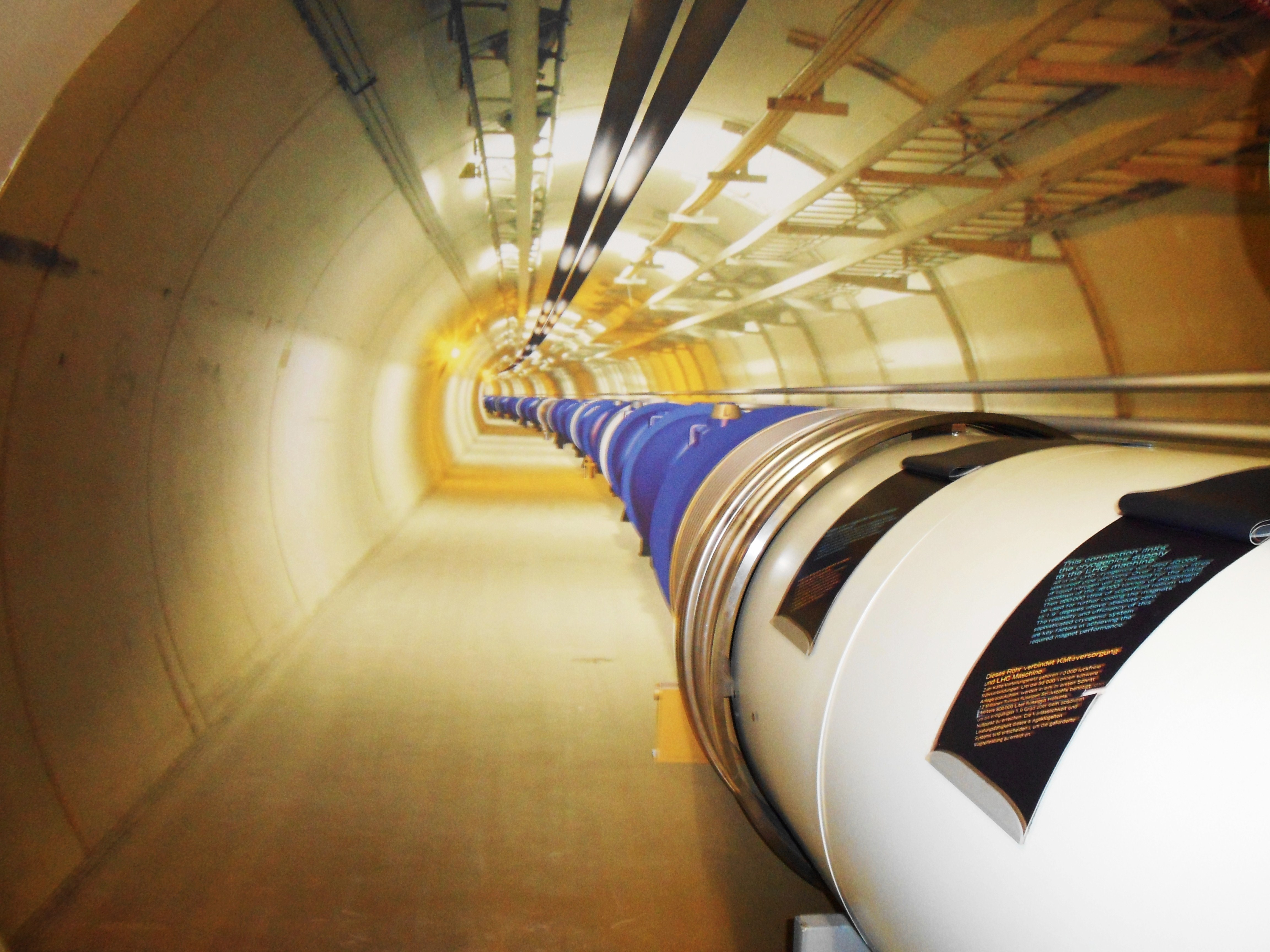
Modello del tunnel del Large Hadron Collider
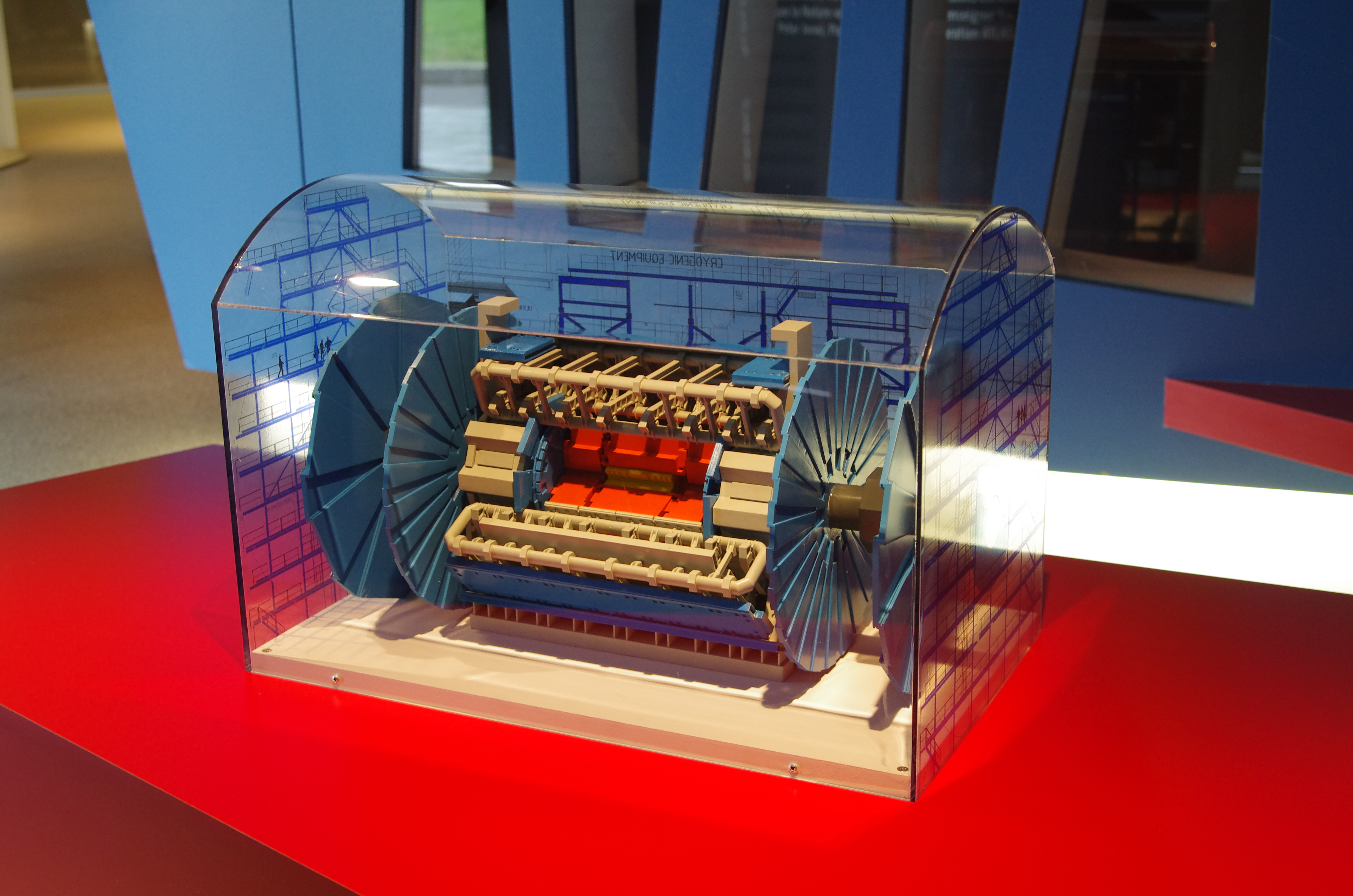
Modello dell'esperimento ATLAS
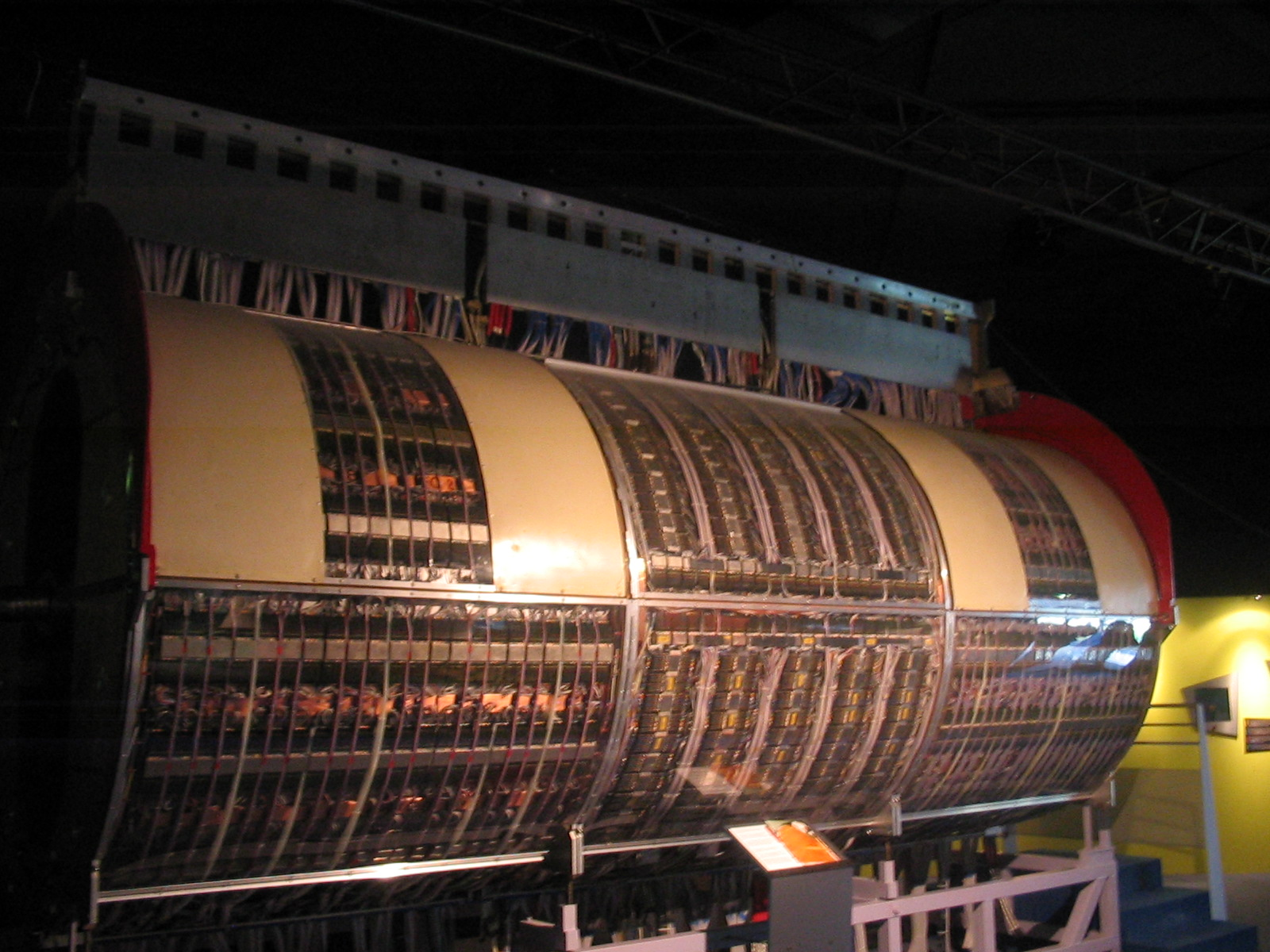
Sezione centrale del rivelatore dell'esperimento UA1
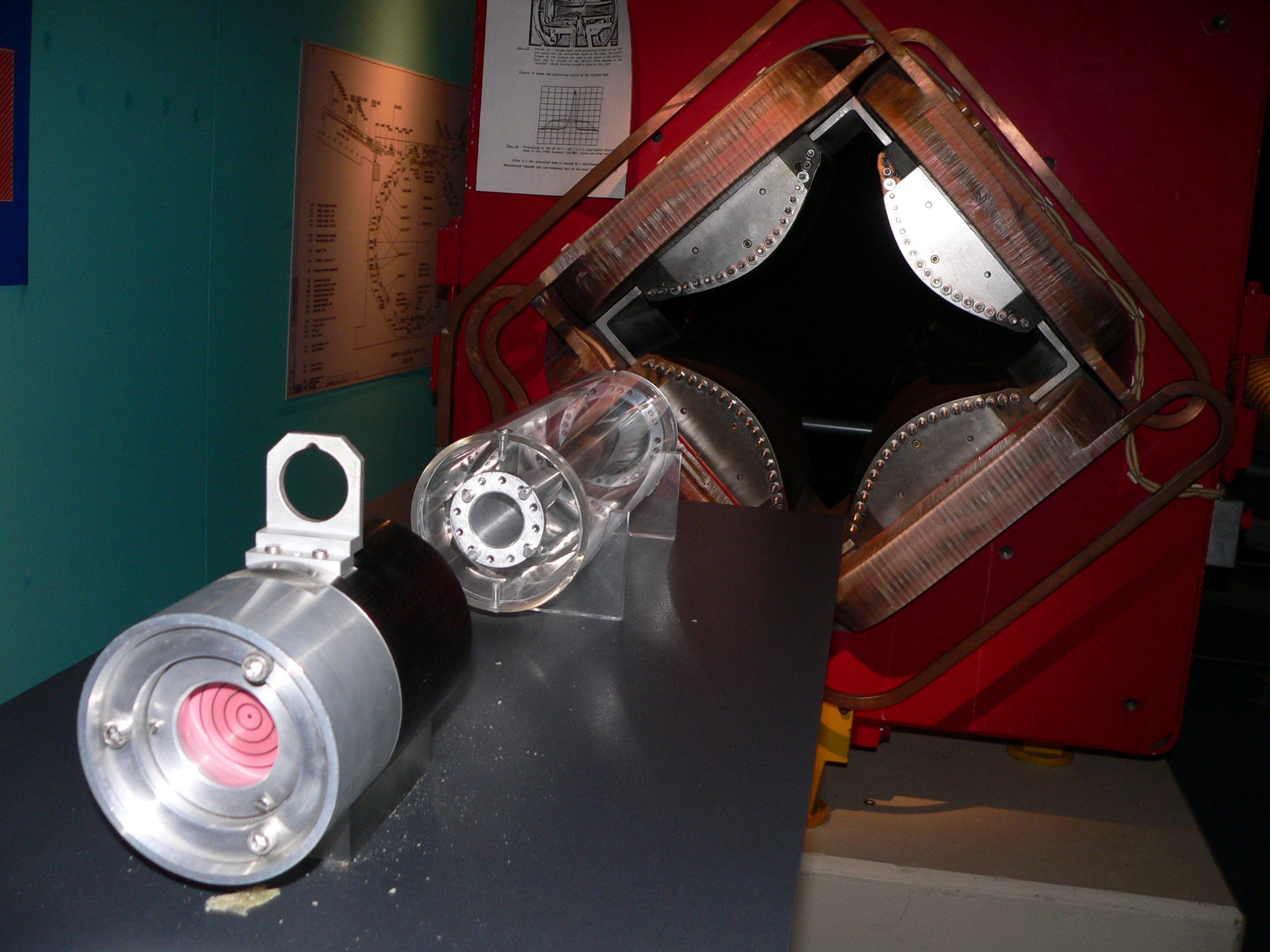
Un magnete quadrupolo utilizzato per focalizzare fasci di antiprotoni
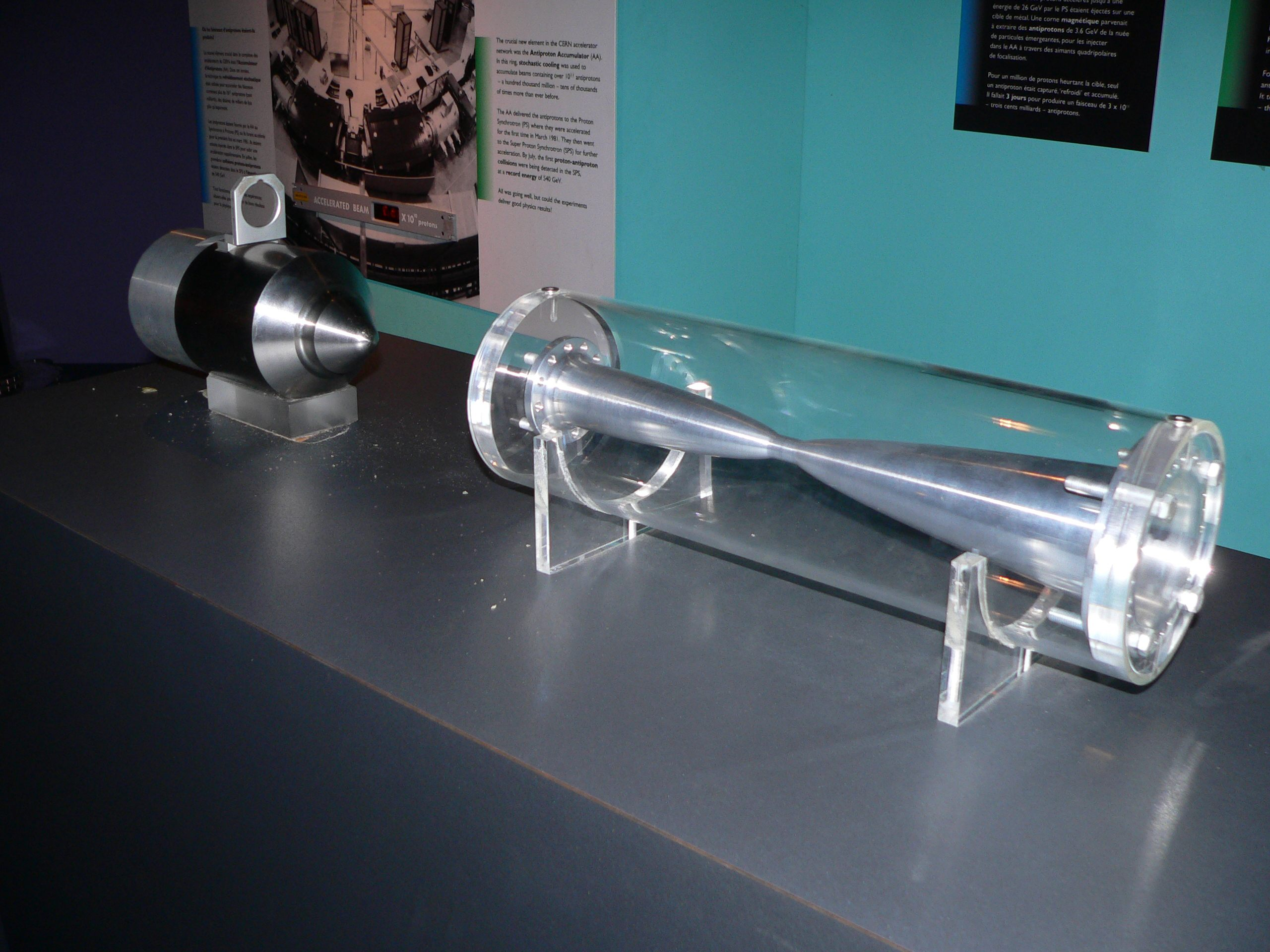
Cavità superconduttrici
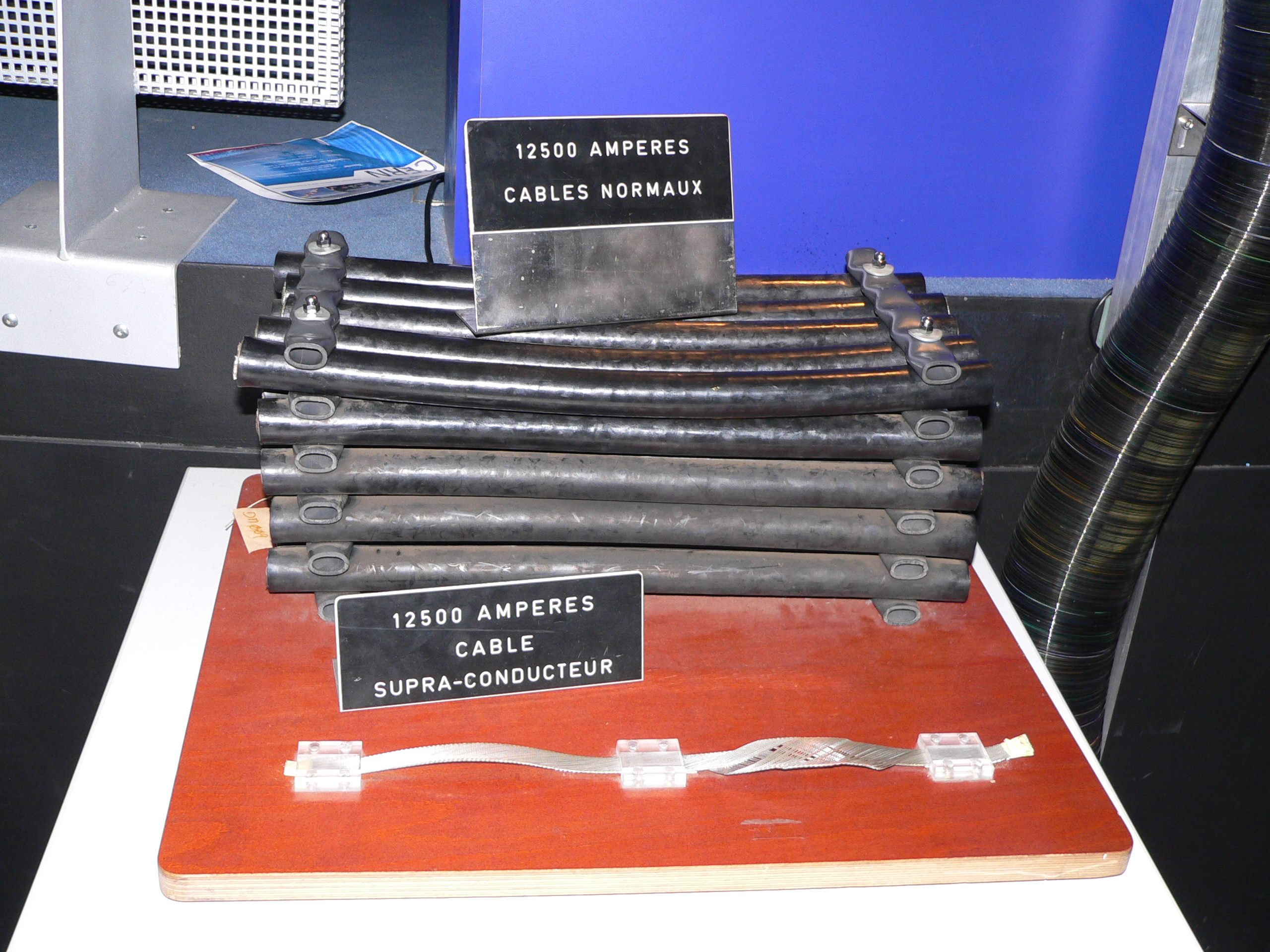
Cavi regolari utilizzati al LEP e cavi superconduttori utilizzati al LHC
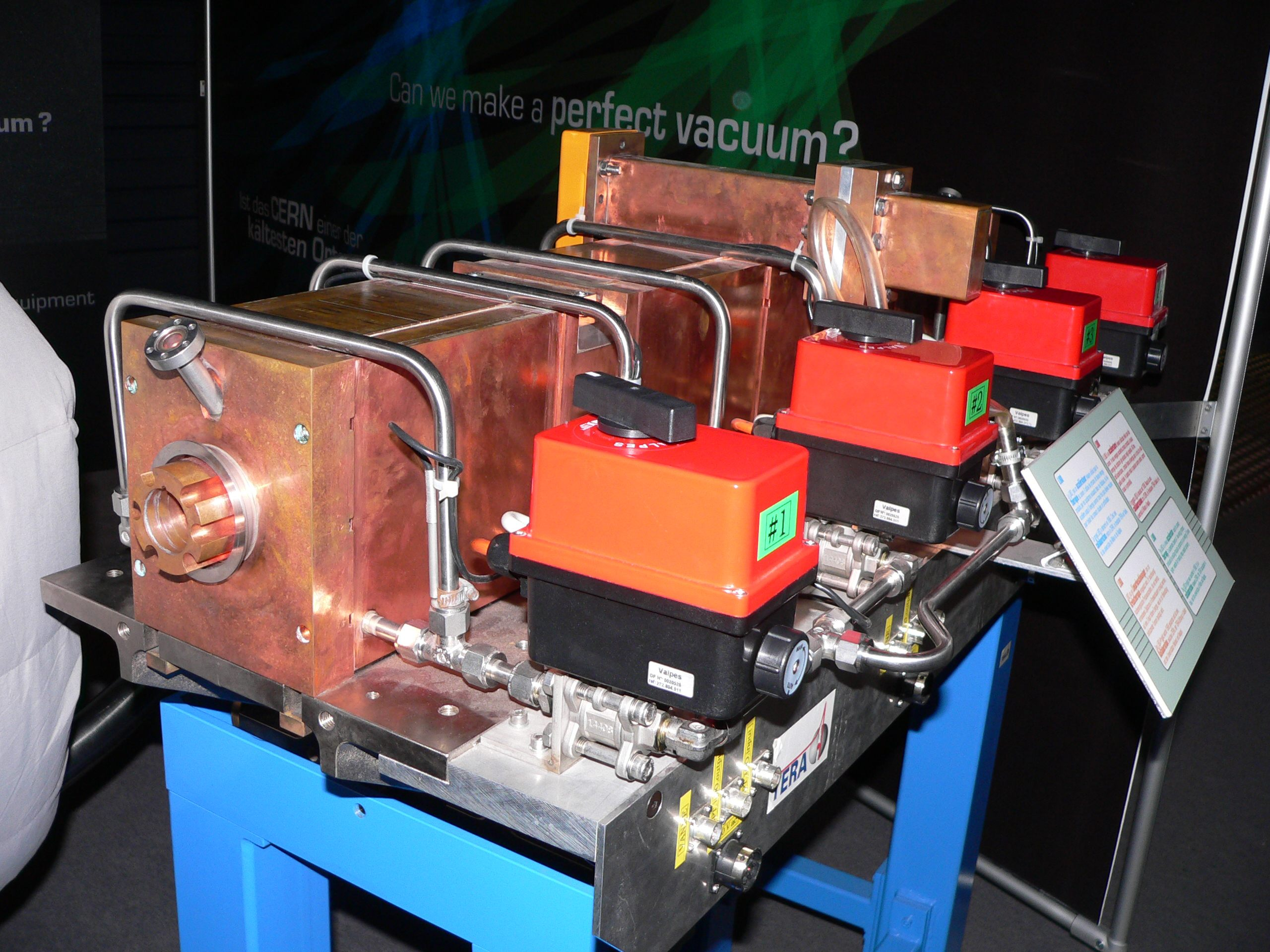
Prototipo di un acceleratore lineare compatto a protoni per la terapia del cancro (progetto LIBO - Linac  Booster).
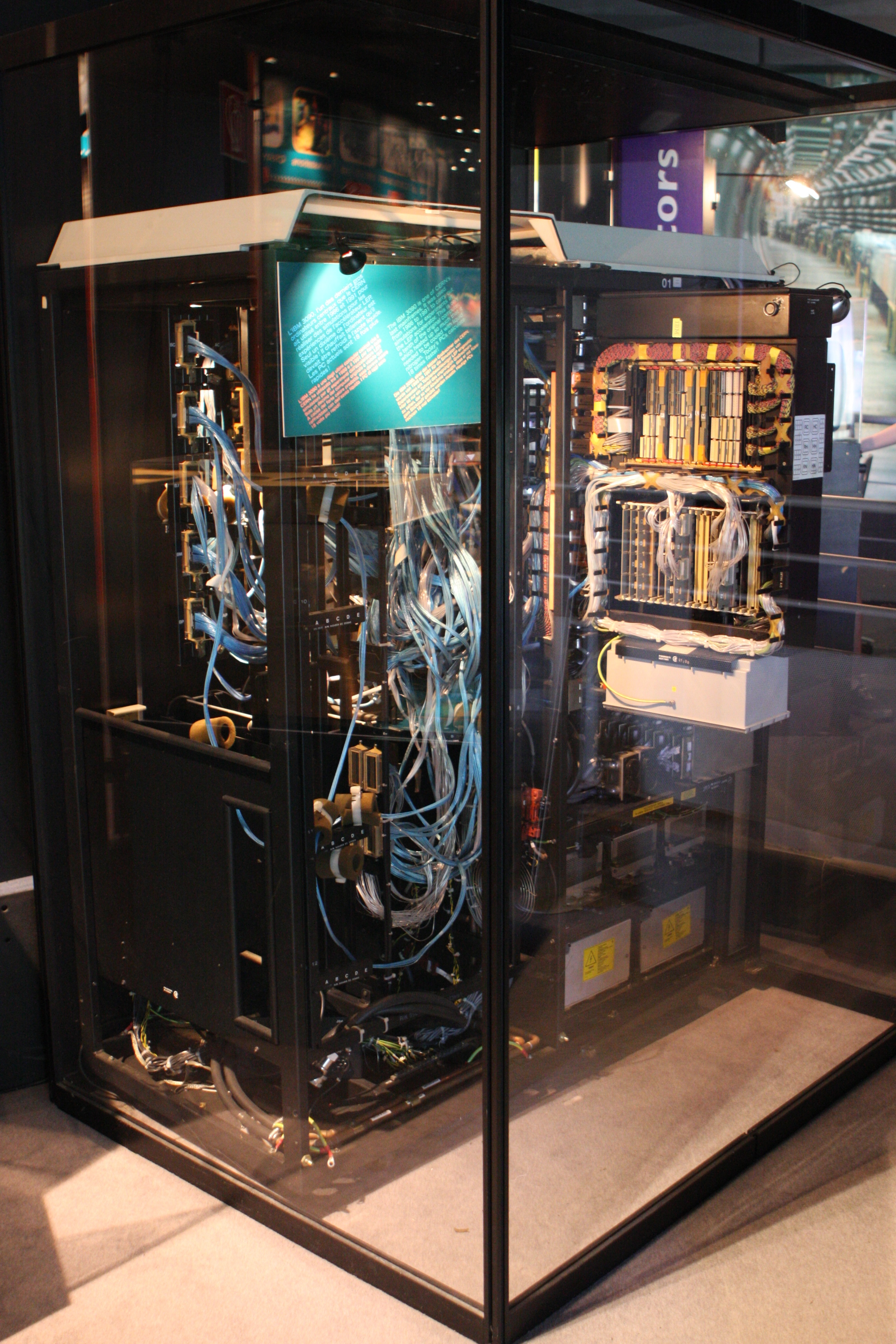
Vecchio server utilizzato al CERN
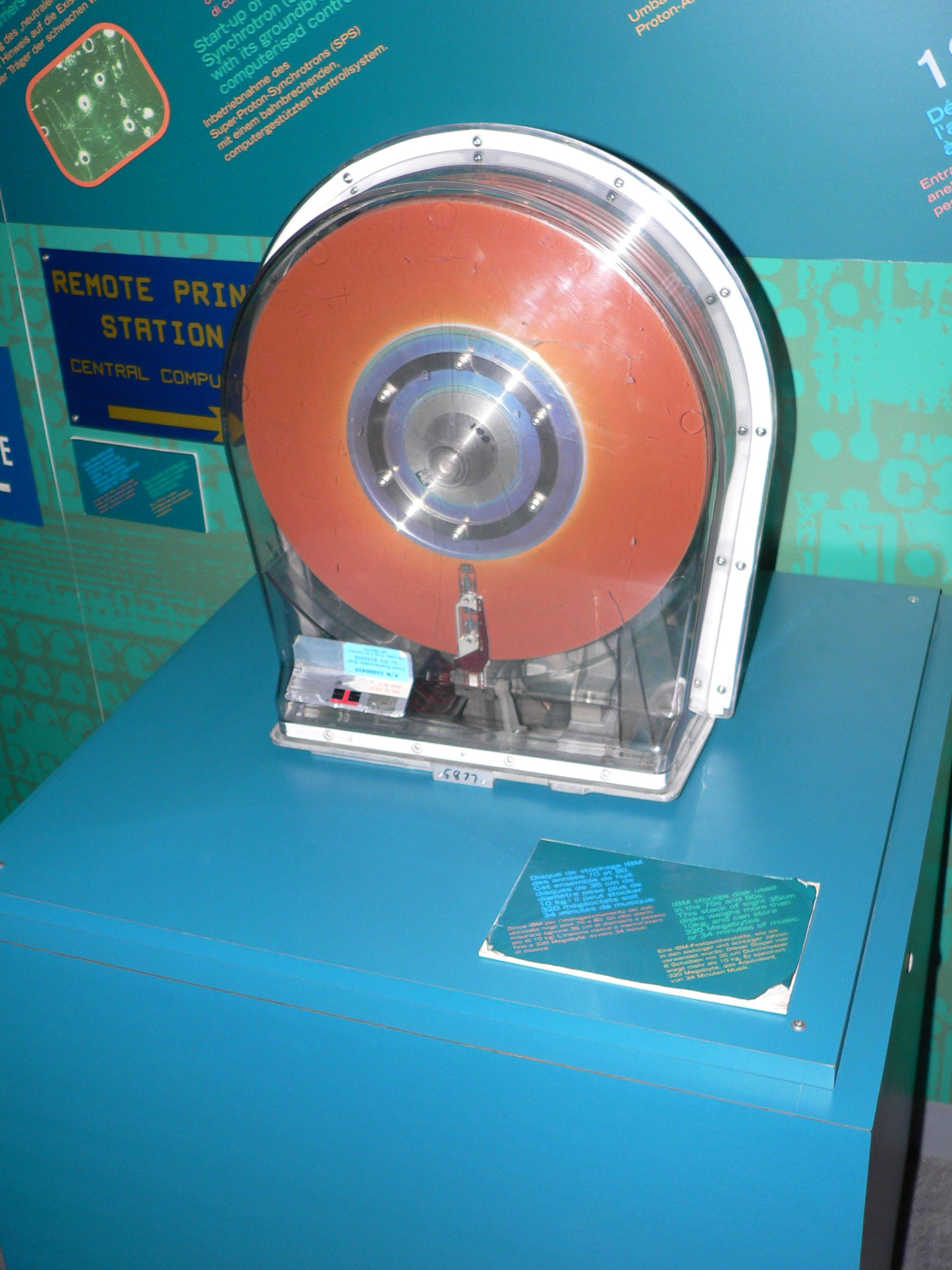
Uno dei primi supporti di memoria
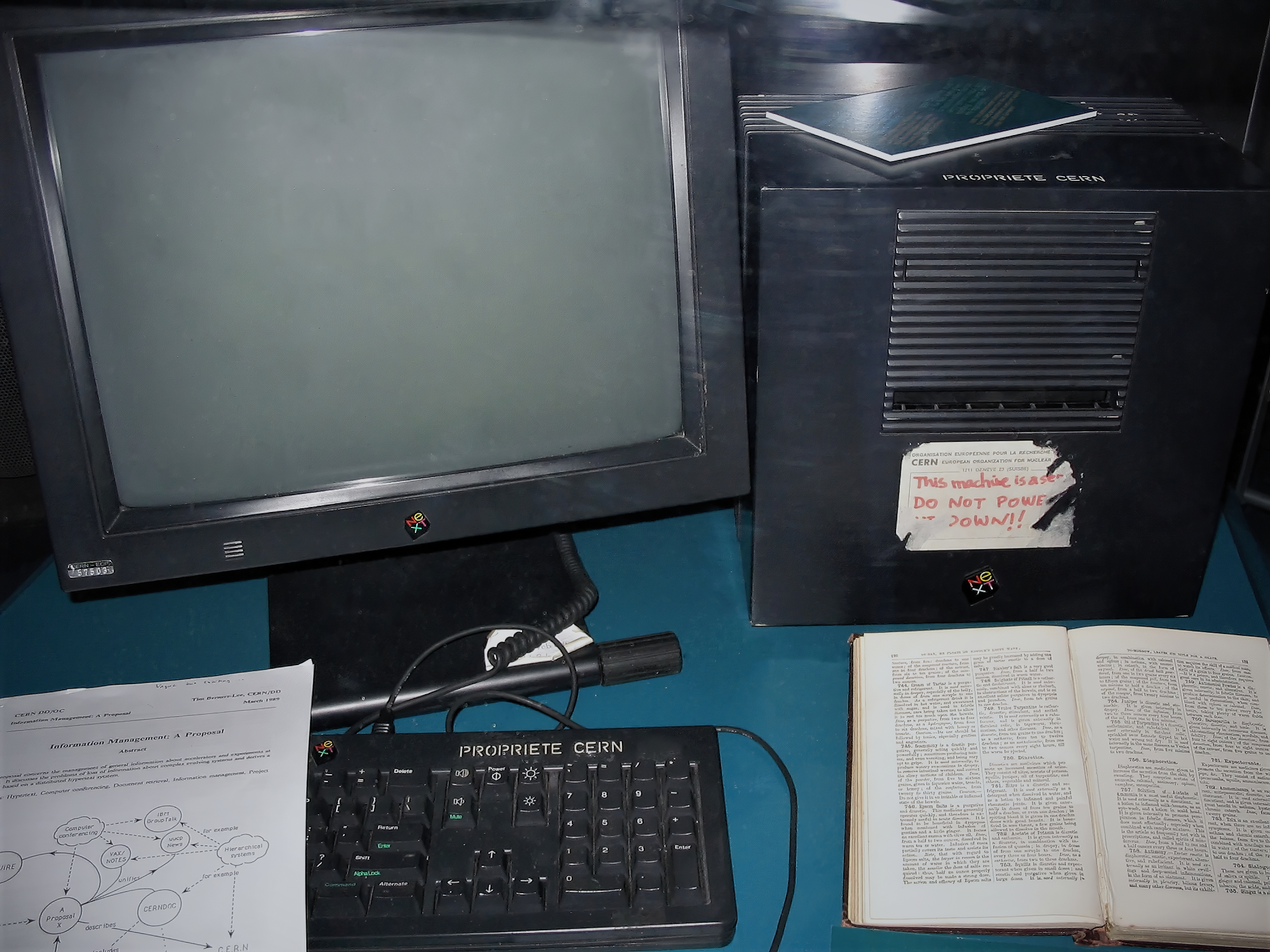
Il computer NeXT Cube utilizzato da Tim Berners-Lee come primo Server Web

## Il giardino del museo
Nel giardino adiacente al museo, sono esposti alcuni grandi strumenti utilizzati negli esperimenti del CERN:

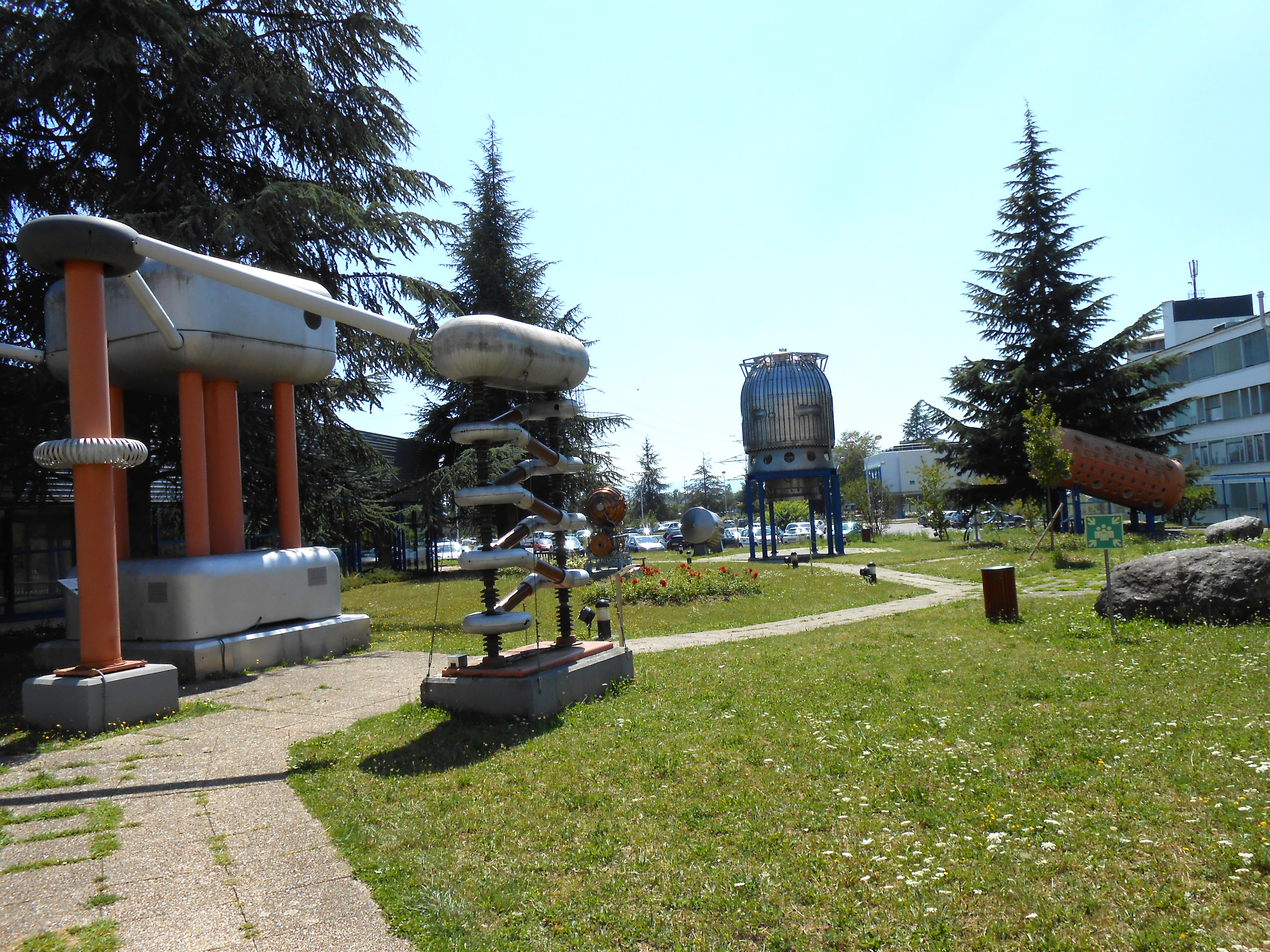
Il giardino del Museo Microcosm al CERN
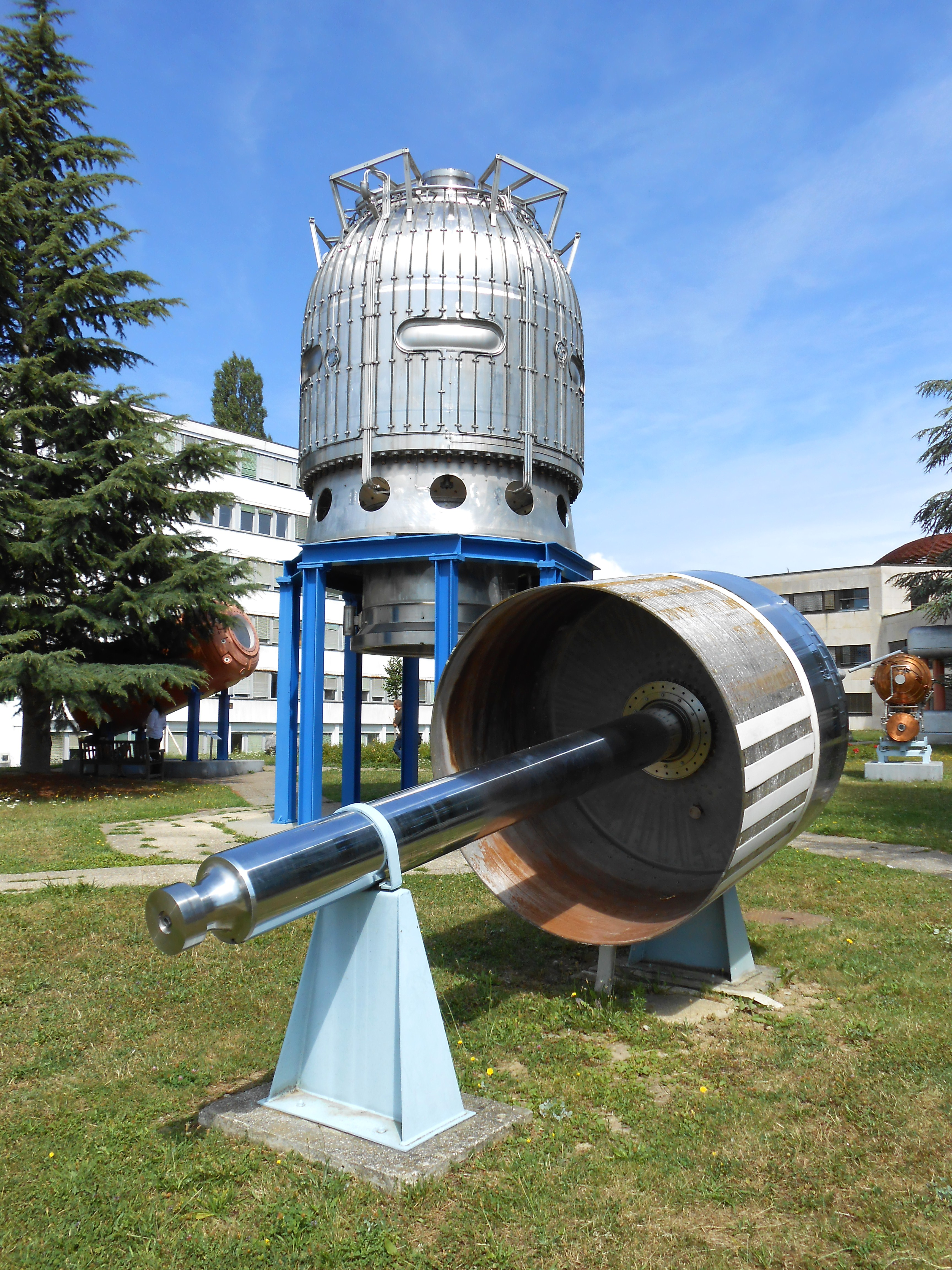
La BEBC (Big European Bubble Chamber)
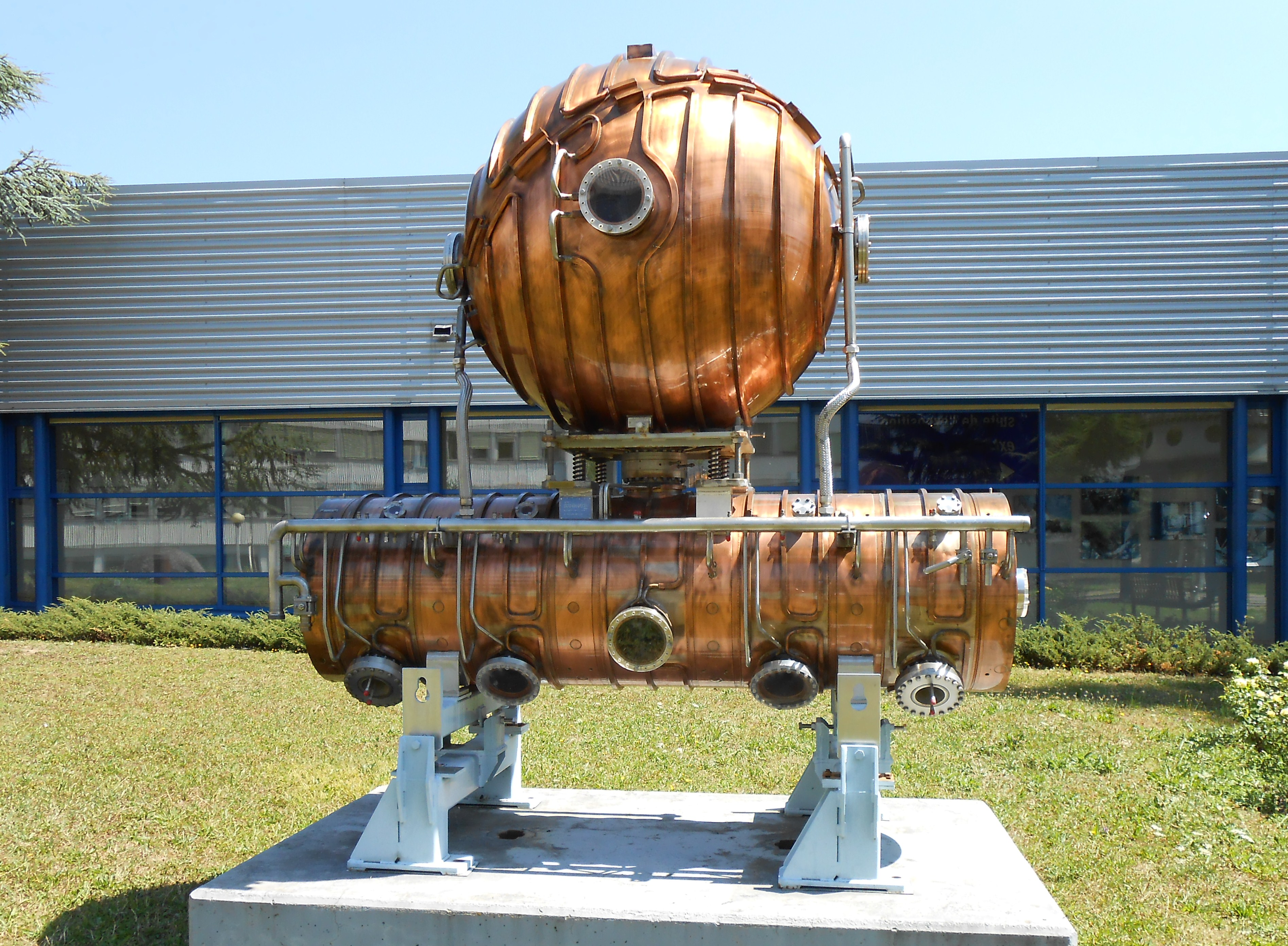
Una cavità a radiofrequenza del Large Electron-Positron Collider
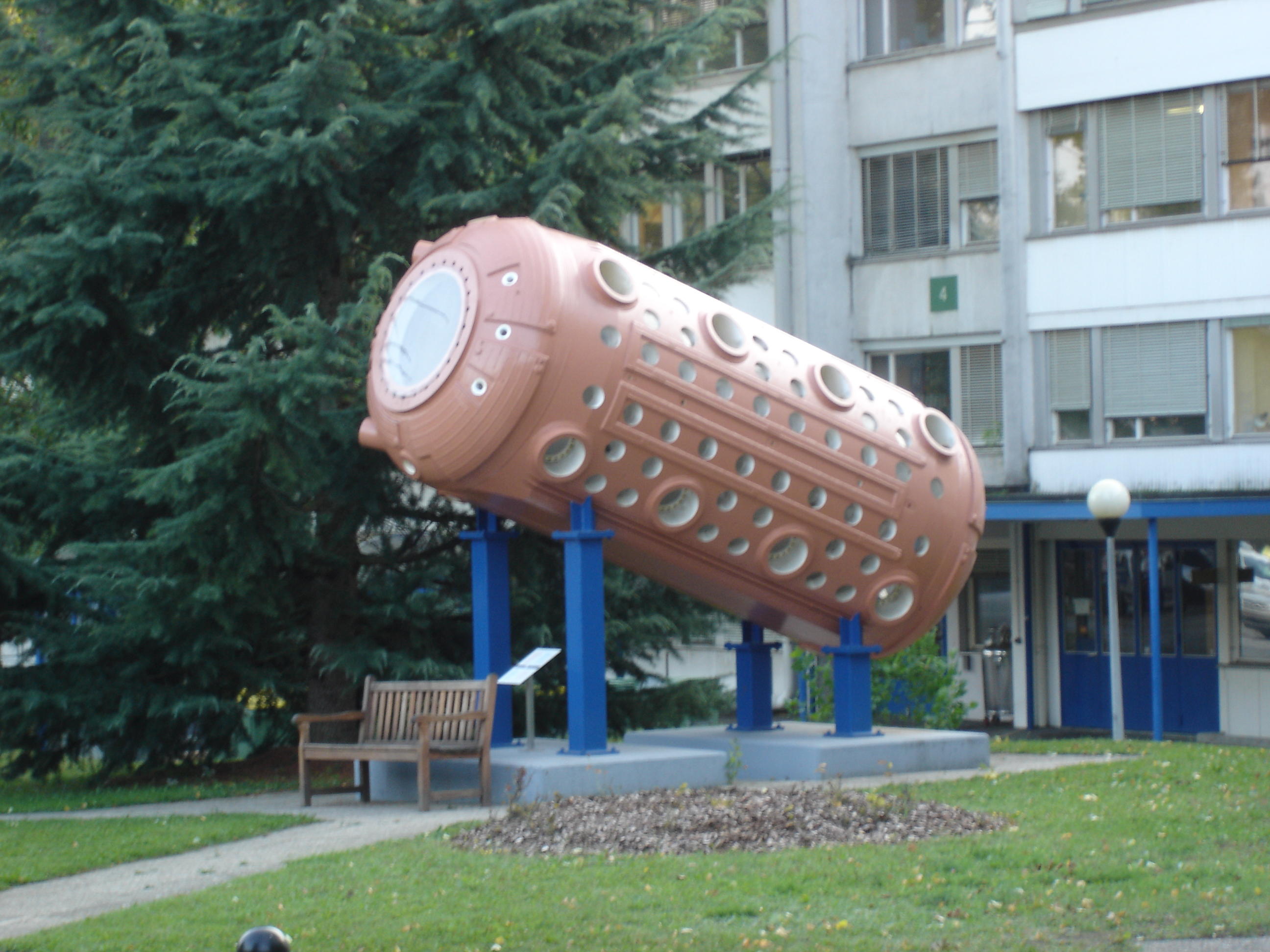
La camera a bolle Gargamelle
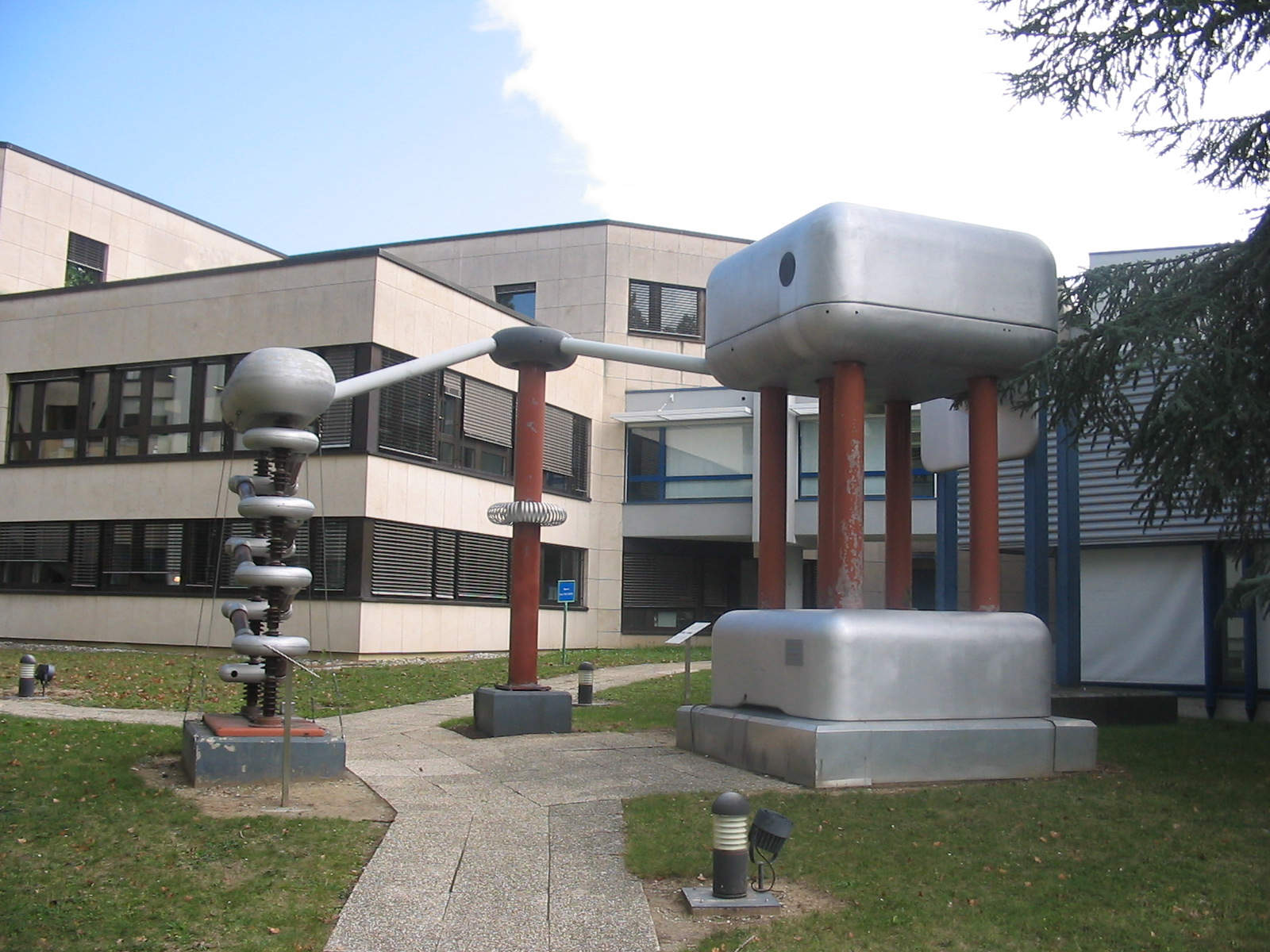
Stadi iniziali di un antico acceleratore di particelle
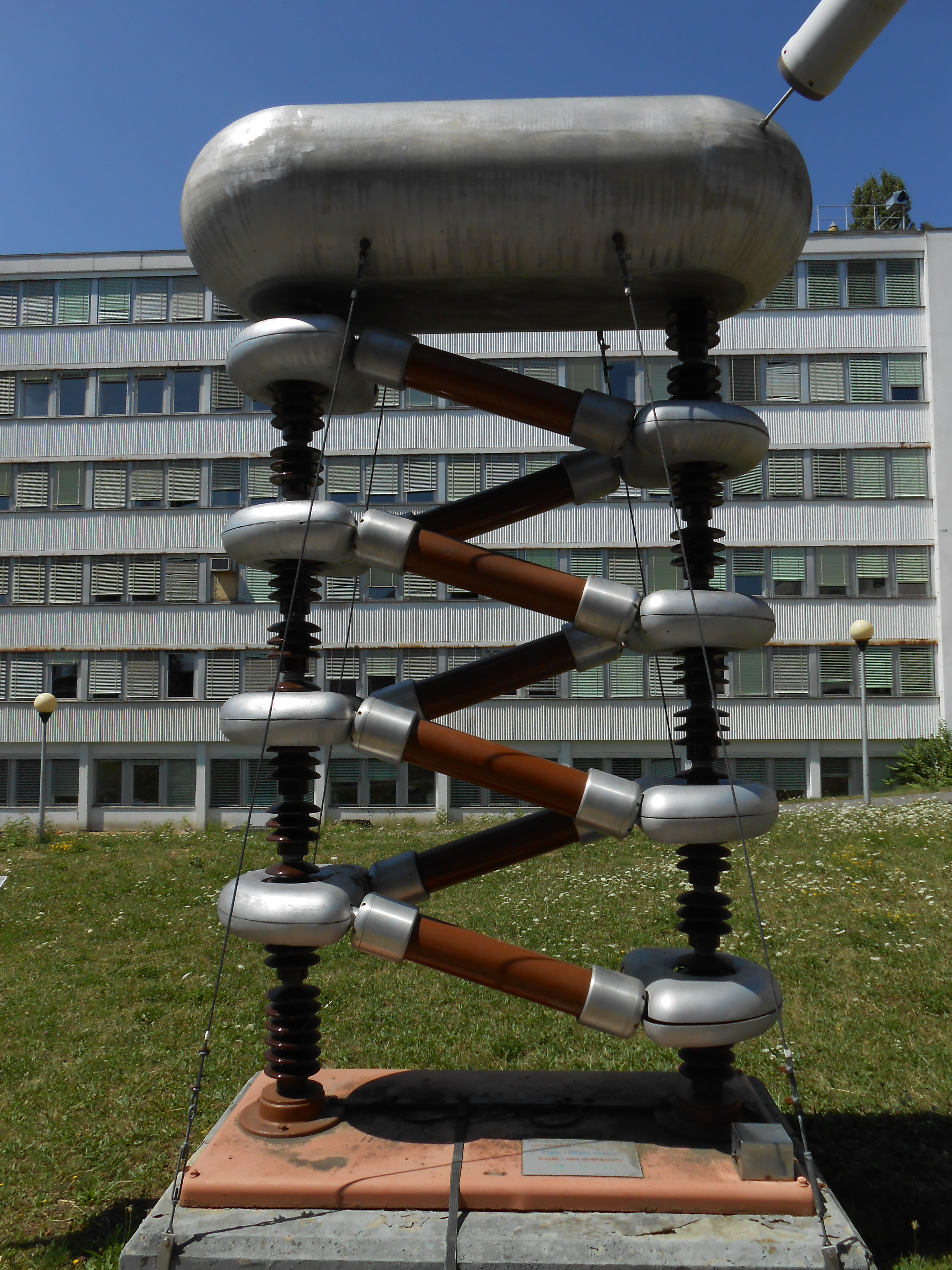
Un Generatore Cockcroft-Walton